# Glauconycteris beatrix
Glauconycteris beatrix är en fladdermusart som först beskrevs av Thomas 1901.  Glauconycteris beatrix ingår i släktet Glauconycteris och familjen läderlappar. Inga underarter finns listade i Catalogue of Life.
Denna fladdermus har två från varandra skilda populationer i Afrika. En i Elfenbenskusten och Ghana och den andra i centrala Afrika från sydöstra Nigeria till östra Kongo-Kinshasa och söderut till norra Angola. Habitatet utgörs av tropiska fuktiga skogar i låglandet. Individerna vilar i trädens håligheter och i bladverket.
Arten har mörkbrun päls på ovansidan och undersidan utan vitaktiga fläckar eller strimmor, vad som skiljer den från andra släktmedlemmar. Antagligen jagar den liksom nära besläktade fladdermöss insekter. Även flygmembranen har en enhetlig brun färg och svansen är helt inbäddad i svansflyghuden. Holotypen hade en kroppslängd (huvud och bål) av 45 mm, en svanslängd av 43 mm och nästan 8 mm långa bakfötter (utan hälsporre). Öronen var 10 mm långa och den broskiga fliken (tragus) är kort och bred.